# Bulbophyllum paniscus
Bulbophyllum paniscus là một loài phong lan thuộc chi Bulbophyllum.